# Tsubaki Nekoi
Tsubaki Nekoi (猫井 椿?, Nekoi Tsubaki; Kyoto, 21 gennaio 1969) è una fumettista giapponese, membro del famoso quartetto CLAMP.
All'interno del gruppo disegna le versioni super deformed dei vari personaggi, aiuta nel processo del character design e cura le illustrazioni del manga, applicando i retini o correggendo varie imperferzioni.
Durante gli ultimi anni ha lavorato ad alcuni manga come disegnatrice principale, sostituendo così Mokona: nascono dal suo disegno Lawful Drugstore, L'uomo per me, Wish, Mi piaci perché mi piaci e xxxHOLiC. In quest'ultimo manga si occupa dei personaggi maschili, mentre Mokona cura il disegno dei personaggi femminili.
Fino al 2004 era conosciuta anche con il nome di Mick Nekoi (猫井 みっく?, Nekoi Mikku) o Mikku Nekoi. In un'intervista rilasciata in seguito, Nanase Ōkawa dichiarò che Nekoi cambiò il suo nome perché era stanca che tutti le facessero notare che portava lo stesso nome di Mick Jagger.

## Opere

### Manga
- A partire dal 1989 - assistenza grafica in tutte le opere del gruppo CLAMP (eccetto quelle in cui figura come prima disegnatrice)
- 1992 - X, direttrice artistica
- 1993 - Magic Knight Rayearth, direttrice artistica, disegnatrice delle parti super deformed
- 1995 - Magic Knight Rayearth 2, direttrice artistica, disegnatrice delle parti super deformed
- 1995 - L'uomo per me, prima disegnatrice
- 1996 - Wish, prima disegnatrice
- 1999 - Mi piaci perché mi piaci, prima disegnatrice
- 2000 - Lawful Drugstore, prima disegnatrice
- 2003 - xxxHOLiC, prima disegnatrice
- 2003 - Tsubasa RESERVoir CHRoNiCLE, prima disegnatrice